# ماريا هوفر
ماريا هوفر (بالألمانية: Maria Hofer)‏ هي عازفة الأرغن وملحنة نمساوية، ولدت في 1894 في امستيتن النمسا السفلى في النمسا، وتوفيت في 1977 في كتسبويل في النمسا.